# Falklandkarakara
Der Falklandkarakara (Phalcoboenus australis), auch bekannt als Johnny Rook, ist eine Art der Geierfalken (Polyborini), die zu den Falkenartigen (Falconidae) gezählt werden. Mit einer Verbreitung, die sich nur auf die Küsten der Falklandinseln sowie der vorgelagerten Inseln Feuerlands beschränkt, gehört er zu den seltensten Raubvögeln der Welt.

## Merkmale

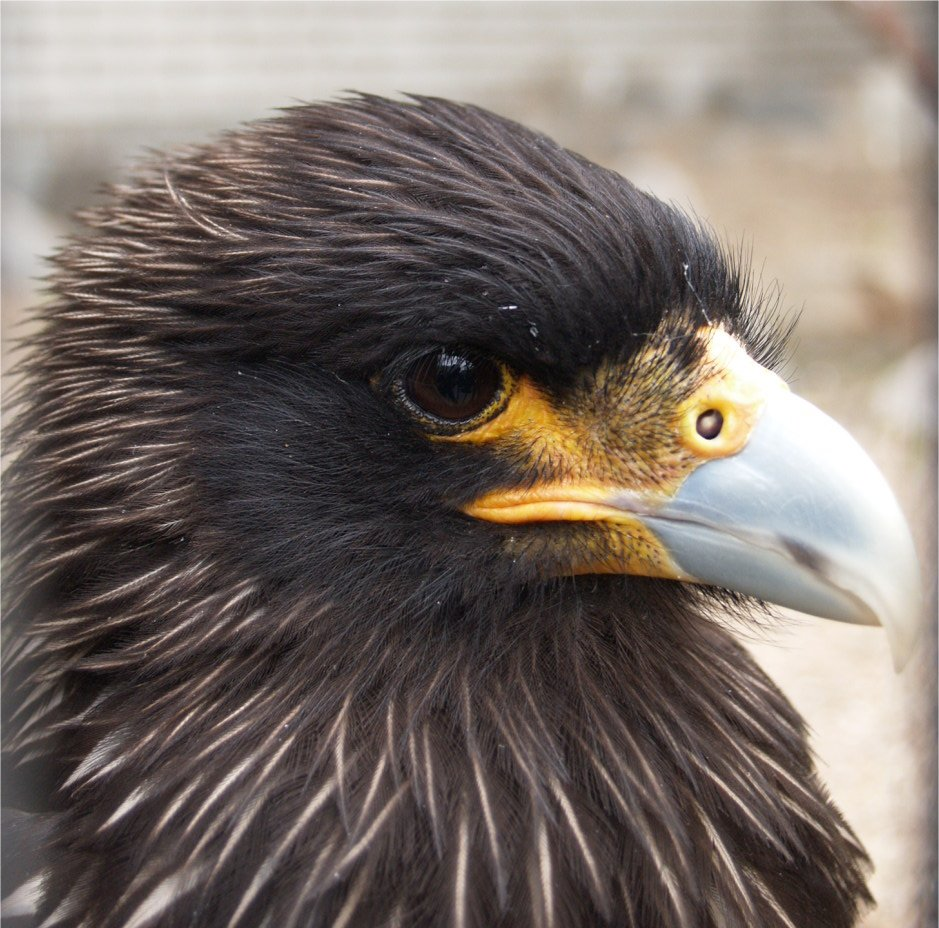
Falklandkarakara

Der Falklandkarakara erreicht eine Körpergröße von 58 bis 63 Zentimetern bei einer Flügellänge von etwa 125 Zentimetern, wobei die Weibchen etwas größer als die Männchen sind. Das Körpergewicht erreicht bei den Männchen maximal etwa 1300 Gramm, bei den Weibchen 1700 Gramm. Mit diesen Körpermaßen entspricht der Vogel etwa einem kräftig gebauten Mäusebussard (Buteo buteo) und ist im Vergleich zu anderen Geierfalken deutlich kompakter gebaut.
Das Gefieder ist weitestgehend dunkelbraun bis schwarz mit einer weißen Streifung (deshalb wird dieser Vogel in der englischen Sprache als 'Striated Caracara' bezeichnet) und einer rötlichbraunen bis zimtfarbenen Bauchfärbung, die sich bis zur Schwanzunterseite und auch auf das Gefieder der Beine (Hosen) erstreckt. Der Schnabel ist kräftig ausgebildet und weist eine bläuliche Färbung des Oberschnabels auf, der zur Spitze hin gelb bis beinfarben wird. Die Wachshaut und das Gesicht sind lachs- bis orangefarben. Die Beine sind leuchtend gelborange und mit kräftigen Klauen ausgestattet.

## Verbreitung
Der Falklandkarakara lebt im äußersten Süden des südamerikanischen Kontinents auf den vorgelagerten Inseln Feuerlands. Das Kerngebiet bilden die Falklandinseln sowie die Inseln vor Feuerland sowohl im chilenischen als auch im argentinischen Staatsgebiet. Hierzu gehören die Isla de los Estados (Staaten-Insel) und Navarino, die Inseln des Archipels um Kap Hoorn (auf der Hermite-Insel Herschel und den Wollaston-Inseln Grevy, Bayly und Freycinet). Eventuell schließt das Verbreitungsgebiet auch Woodcock-Island im Beagle-Kanal und Yedegaia ein, von denen allerdings nur Einzelbeobachtungen vorliegen.
An den Festlandküsten kann er als Gelegenheitsgast auftauchen, heimisch ist hier allerdings nur der Weißkehlkarakara (P. albogularis), mit dessen Verbreitungsgebiet sich der Falklandkarakara nach aktueller Kenntnis nicht überschneidet (Parapatrie). Sympatrisch mit dem Falklandkarakara kann der Schopfkarakara (Polyborus plancus) gefunden werden, der auf dem gesamten südamerikanischen Kontinent vorkommt und auch die Falkland-Inseln besiedelt. Eine Verwechslungsgefahr zu den Vertretern dieser beiden Arten besteht nicht, da sie sich beide durch ausgedehnte weiße Partien im Gefieder auszeichnen, der Schopfkarakara besitzt außerdem eine deutliche Federkrone, der er seinen Namen zu verdanken hat.

## Lebensraum
Der Lebensraum des Falklandkarakara zeichnet sich durch steinige Küsten und Bergketten sowie spärlich mit Tussock bewachsene Tieflandgebiete aus. Nur gelegentlich dringt er auch in bewaldete Gegenden vor. Dabei findet man ihn in Höhen bis etwa 500 Metern.